# Das schweigende Klassenzimmer
Das schweigende Klassenzimmer ist ein Spielfilm von Lars Kraume nach dem gleichnamigen Sachbuch von Dietrich Garstka, in dem er die wahre Geschichte seiner Schulklasse thematisiert. Im Mittelpunkt der Handlung steht eine Abiturklasse in der DDR, die sich anlässlich des Ungarischen Volksaufstands 1956 im Unterricht zu einer Schweigeminute für die Opfer entscheidet. Die Solidaritätsbekundung hat Reaktionen zur Folge, mit denen weder die Schüler noch ihre Eltern oder die Schulleitung gerechnet haben.
Die Weltpremiere erfolgte am 20. Februar 2018 bei der 68. Berlinale in der Sektion Berlinale Special. Deutschlandweit kam der Film am 1. März 2018 in die Kinos.

## Handlung
Stalinstadt, im Jahr 1956: Die beiden Abiturienten Theo Lemke und Kurt Wächter kehren von dem Kinobesuch Liane, das Mädchen aus dem Urwald in West-Berlin nach Stalinstadt zurück. In der Wochenschau haben sie Bilder des Volksaufstands in Ungarn gesehen. Zurück in der DDR werden sie sich der unterschiedlichen Berichterstattung west- und ostdeutscher Medien bewusst. Die Wochenschau und der RIAS, den sie heimlich bei Edgar, dem schwulen Großonkel ihres Mitschülers und Freundes Paul, hören, berichten positiv über die bürgerlich-demokratische Bewegung, die DDR-Medien dagegen pro-sowjetisch und verurteilen den Aufstand. Nachdem der RIAS von einer Schweigeminute des Europarates sowie vom Tod des bekannten Fußballspielers Ferenc Puskás berichtet hat (letztere, wie sich später herausstellt, eine Falschmeldung), schlägt Kurt vor, eine symbolische Schweigeminute für die Opfer abzuhalten. Die Abiturklasse steht bis auf den linientreuen Erik, Stiefsohn des örtlichen Pfarrers und Sohn eines im KZ Sachsenhausen umgekommenen roten Frontkämpfers, geschlossen dahinter. Die Schweigeminute fällt in die Unterrichtsstunde des Geschichtslehrers Mosel, der zuerst annimmt, das Manöver richte sich gegen ihn. Als Erik zugibt, dass es sich um eine Form des Protests handelt, meldet der Lehrer den Vorfall bei Rektor Schwarz.
Der noch junge Rektor versucht, den Vorfall herunterzuspielen, gleichzeitig verteidigt er die Idee des Sozialismus. Am Abend trifft sich die gesamte Klasse bei Edgar, wo sie über den RIAS erfahren, dass die sowjetischen Truppen kurzfristig abgezogen sind und Ungarn eine neue Regierung erhalten soll. Gleichzeitig droht die symbolische Schweigeminute weiter untersucht zu werden. Edgar lobt die Jugendlichen als „Freidenker“, sagt aber auch, dass sie deshalb jetzt „Staatsfeinde“ seien. Theo schlägt vor, sich herauszureden, indem alle angeben, dass die Aktion nur an den Tod von Ferenc Puskás erinnern sollte. In geheimer Abstimmung entscheidet sich die Mehrheit – zur Enttäuschung von Kurt – für Theos Notlüge. Die Gruppe kann später auch den nicht anwesenden Erik von ihrem Vorhaben überzeugen.
Am nächsten Tag werden Lena, Erik und Theo nacheinander zum Rektor zitiert, wo sie von der Kreisschulrätin Frau Kessler befragt werden. Alle drei halten sich aber trotz des manipulativen Verhaltens von Frau Kessler an die Notlüge. Als Theo den Lehrern „Gestapo-Methoden“ vorwirft, erhält er einen Tadel, und die gesamte Klasse muss öffentlich zum Appell antreten. Kurts manipulativer Vater Hans, selbst Stadtratsvorsitzender, versucht seinen Sohn ohne Erfolg davon zu überzeugen, dass hinter dem Ungarn-Aufstand die Faschisten stecken. In Absprache mit dem Schulrektor nimmt Theos Vater Hermann seinen Sohn für einen Tag aus der Schule, um ihm die schwere Arbeit am Hochofen zu zeigen. Die Gruppe, die sich bei Edgar einfindet, um RIAS zu hören, wird immer kleiner. Zum Schluss kommen nur noch Kurt, Lena und Paul. Kurt und Lena, die eigentlich mit Theo zusammen ist, kommen sich dabei näher und küssen sich, was heimlich von Paul beobachtet wird.
Die Situation spitzt sich zu, als Volksbildungsminister Fritz Lange in Stalinstadt erscheint. Dieser verurteilt die Aktion als konterrevolutionären Akt und verlangt von der Klasse, den Rädelsführer zu benennen. Sollte das nicht geschehen, droht er den Schülern, sie in der gesamten DDR nicht zum Abitur zuzulassen. Erik wird von Frau Kessler unter Druck gesetzt, woraufhin er Edgar als Quelle für das Hören des RIAS benennt. Edgar wird daraufhin von der Volkspolizei in Begleitung von Frau Kessler verhaftet. Paul rächt sich an Erik, indem er ihn in der Kirche niederschlägt. Kurt will sich als Rädelsführer bekennen, was ihm aber von Theo ausgeredet wird. Die Eltern der Schüler überlegen, eine Gegendarstellung zu entwerfen, während Theos Vater beim Volksbildungsminister vorspricht, aber als früherer Aufständler nicht ernst genommen wird. Lena trennt sich von Theo, da sie seine ständigen Ausreden leid ist. Frau Kessler befragt nochmals alle Schüler einzeln, wobei sie den Druck auf Erik erhöht. Sie droht, die Wahrheit über seinen Vater, den die Rote Armee nach der Befreiung im KZ Sachsenhausen als SS-Helfer gehängt hatte, publik zu machen. Erik, der die wahre Vergangenheit seines Vaters nicht kannte, verrät Kurt und erleidet während des Schießunterrichts einen Nervenzusammenbruch. Er schießt mit dem Gewehr auf den Lehrer, einen alten Nazi, und verletzt ihn. Erik rennt in die Kirche und bedroht seine Mutter mit dem Gewehr, kann aber von Theo, Kurt und Paul überwältigt werden. Eriks Mutter gibt ihm die Wahrheit über den schwachen Vater preis, während Erik seinen Verrat an Kurt gesteht.
Nach dem Schussangriff von Erik erscheint Frau Kessler bei Kurt und seinem Vater. Sie stellt in Aussicht, die gesamte Schuld auf Erik abzuwälzen, da diesen bereits eine Gefängnisstrafe von zehn Jahren erwarte. Kurt konfrontiert seinen Vater mit dem Foto von Eriks gehängtem Vater, auf dem er ebenfalls zu sehen ist. Während sein Vater ihn anschreit, verzweifelt Kurt an der Passivität seiner Mutter. Sie rät ihm aber, noch in der folgenden Nacht aus der DDR zu fliehen. Kurt informiert Theo über seine geplante Flucht über die Sektorengrenze von Ost- nach West-Berlin. Er wird jedoch im ersten Morgenzug von der Volkspolizei bei der Kontrolle an der Grenze zu Ost-Berlin festgenommen. Kurts Vater erscheint auf dem Kontrollpunkt in Königs Wusterhausen, belügt die Polizisten und verhilft seinem Sohn so zur Flucht. Da Kurt mit seiner „Republikflucht“ eingestanden habe, der Rädelsführer gewesen zu sein, verlangt Frau Kessler von jedem einzelnen Schüler, ihn als solchen zu identifizieren. Als Theo und dann Paul dies verweigern und angeben, dass die Mehrheit dafür gestimmt habe, werden sie von Frau Kessler sofort der Schule verwiesen. Die übriggebliebenen Schüler, beginnend mit Lena, stehen nun nacheinander auf und behaupten, es sei jeweils ihre Idee gewesen, woraufhin Kessler sie alle der Schule verweist. Auf Theos Rat hin nutzen die Schüler bis auf vier den Festtagsverkehr über den Jahreswechsel 1956/57 zur Republikflucht nach West-Berlin. Im Abspann wird mitgeteilt, dass die Flüchtlinge ihr Abitur im Westen ablegten.

## Produktion und Hintergrund
Der Film ist eine Kino-Koproduktion von ZDF, Akzente Film- und Fernsehproduktion, Studiocanal Film und Zero One Film. Er basiert auf wahren Ereignissen. Die Begebenheiten trugen sich in Storkow zu. Der Film folgt den realen Ereignissen innerhalb der Schule relativ nahe, auch der Besuch des Ministers ist nicht erfunden. Hinzugefügt wurden die Figuren von Erik und Edgar, für die es keine realen Vorbilder gibt und die auf bestimmte Aspekte der Nachkriegszeit aufmerksam machen sollten. Im Vergleich zu den realen Ereignissen spielen die Schülerinnen eine etwas größere Rolle, da der Regisseur auch Platz für weibliche Identifikationsfiguren schaffen wollte. Dietrich Garstka, der Autor des Buches, und sein ehemaliger Mitschüler Karsten W. Köhler fungierten während der Entstehung des Filmes als Berater des Regisseurs hinsichtlich der historischen Authentizität.
Da sich Storkow in den letzten Jahren stark gewandelt hat und die Schule komplett umgebaut und modernisiert wurde, entschied man sich, Schauplatz und Drehort nach Eisenhüttenstadt zu verlegen, das in den 1950er Jahren als „Stalinstadt“ errichtet worden war, und dessen Wohnkomplexe I–III noch komplett erhalten sind. Am 21. Februar 2017 begannen dort die Dreharbeiten. Allerdings wurden zahlreiche Gebäudefunktionen abgewandelt; beispielsweise wurde aus dem städtischen Friedrich-Wolf-Theater im Film das Innere eines westdeutschen Kinos und aus dem Rathaus das DDR-Volksbildungsministerium. Hunderte Eisenhüttenstädter spielten zudem als Komparsen mit.
Einige Szenen wurden Ende März 2017 in der großen Außenkulisse Neue Berliner Straße im Studio Babelsberg in Potsdam gedreht. Hier entstanden Szenen um den in das Jahr 1956 versetzten Berliner Kurfürstendamm mit den Capitol-Lichtspielen und Häuserfassaden mit Läden sowie auch Straßenzüge im vermeintlichen Stalinstadt. 120 Komparsen erfüllten in Babelsberg die gebauten Viertel mit Leben.

## Kritiken
Der film-dienst bewertete den Film mit vier von fünf möglichen Sternen und als ein „mit viel Feingefühl“ inszeniertes Drama. Dadurch, dass die Figuren „als komplexe Charaktere angelegt“ seien, werde „ihr moralisches Dilemma umso glaubwürdiger“ und würden „die Fragen nach Integrität, Haltung und Widerstand als zeitlose Themen ansichtig“ gemacht.
Bei Spiegel Online gab sich der Autor Matthias Dell überwiegend enttäuscht von dem Film, verurteilte seine Geschichte als „Zeitgeschichtsquark“ und sprach von „tausendmal gesehenen Inszenierungsstandards“. Langweilig an dem Film sei, dass die Jugendlichen, die die Schweigeminute abhalten, „von Anfang an als die Sieger der Geschichte ins Rennen gehen, die sie seit dem Ende der DDR sind.“
Für den Journalisten Bert Rebhandl ist Das schweigende Klassenzimmer in der FAZ „ein beinahe mustergültiger Film“, dem allerdings eine entscheidende Kleinigkeit fehle, nämlich „eine Andeutung davon, wie sich die DDR damals tatsächlich angefühlt haben mag. Dazu müsste man nach wie vor die zeitgenössischen Filme aufsuchen.“
In der Zeitung Dresdner Neueste Nachrichten beurteilte Stefan Stosch den Film als frei von Pathos. Eine Leistung des Films bestehe darin, „die unterschiedlichen Biografien so vieler Beteiligter in die Historie einzubetten“. Die Grenze zwischen Fiktion und Wahrheit werde aber nicht gut genug deutlich, denn manches wie etwa die Dreiecks-Liebesgeschichte zwischen Theo, Kurt und Lena wirke „allzu gerundet“.
Dietrich Garstka, Verfasser der Buchvorlage, sagte über den Film: „Alles treffsicher“.

## Auszeichnungen
- Der Film war in vier Kategorien (Bester Film, Bestes Drehbuch, Beste Kamera/Bildgestaltung und Esther Walz für das Kostümbild) für den Deutschen Filmpreis 2018 nominiert, blieb aber unprämiert.
- 2018: Friedenspreis des Deutschen Films – Die Brücke[16]

## Buchvorlage
- Dietrich Garstka: Das schweigende Klassenzimmer: eine wahre Geschichte über Mut, Zusammenhalt und den Kalten Krieg. Ullstein, Berlin 2006, ISBN 978-3-550-07892-7 (Neuauflage 2007, 2008)